# Więzadło odbytniczo-maciczne
Więzadło odbytniczo-maciczne, więzadło krzyżowo-maciczne (łac. ligamentum rectouterinum, ligamentum sacrouterinum) – w anatomii człowieka jedno z więzadeł należących do układu wieszadłowego macicy.  Jest to parzyste, silne pasmo łącznotkankowe biegnące od tylnej powierzchni szyjki macicy ku tyłowi do ściany bocznej odbytnicy i przyczepiające się do powierzchni miednicznej kości krzyżowej na wysokości IV kręgu krzyżowego. Zawiera pasma tkanki mięśniowej gładkiej – mięsień odbytniczo-maciczny (musculus rectouterinus). Więzadło odbytniczo-maciczne wypukla fałd odbytniczo-maciczny (plica rectouterina), stanowiąc granicę zagłębienia odbytniczo-macicznego. Utrzymuje przodopochylenie macicy we właściwych granicach.